# Diana García
Diana Cristina García Soto (Monterrey, Nuevo León; 16 de enero de 1982), más conocida como Diana García, es una actriz mexicana de televisión y cine.
Participó en la película Drama/Mex la cual fue exhibida en numerosos festivales de cine incluyendo el festival internacional de cine en Cannes, lo cual le dio una gran proyección internacional e impulsó su carrera como actriz.
Ha aparecido en producciones cinematográficas, campañas comerciales y múltiples videos musicales tanto a nivel nacional como internacional. Además de las actividades antes mencionadas Diana es una artista visual con varias exhibiciones en su haber, colabora como escritora para Vans Girls y atiende su propio café, llamado Another Kind of Sunrise.

## Vida y Carrera

### Década del 2000: Actriz
A los 16 años comenzó su carrera como modelo en Monterrey y después de terminar su carrera de comunicación en la Universidad de Monterrey se mudó al Distrito Federal dónde comenzó su carrera de actuación. Como modelo ha trabajado igualmente en el Distrito Federal, Miami y Nueva York.
En el año 2001 fue ganadora del título Nuestra Belleza Nuevo León 2001 lo que le dio el derecho de competir en Nuestra Belleza México 2001 logrando colocarse como 4.ª Finalista.
En el 2006 protagonizó a "Fernanda" en la película "Drama/Mex", opera prima de Gerardo Naranjo; la cual fue bien recibida en varios festivales internacionales, entre ellos el de Cannes, Toronto y el AFI.
En ese mismo año compartió pantalla en The Air I Breathe de Jieho Lee, con Forest Whitaker, Emile Hirsch, Andy García, Sarah Michelle Gellar entre otros. También fue conductora de "Adelantadas en el Mundial" en Alemania para Fox.
Al año siguiente filmó 4 proyectos con reconocidos directores y actores: Casi divas de la directora Issa López. En este compartió créditos con Daniela Schmidt, Ana Layevska, Maya Zapata, Patricia Llaca y Julio Bracho. En Amar de Jorge Ramírez trabajó junto a Isela Vega, Chabelo, Tony Dalton, Itatí Cantoral, María Aura, entre otros. Finalmente, apareció en Sin nombre de Cary Fukunaga con Tenoch Huerta, Gerardo Taracena, Luis Fernando Peña, Edgar Flores y Paulina Gaitán; Labios Rojos de Rafael Lara con Silvia Navarro y Jorge Salinas.
Casi Divas fue su primer proyecto con impacto social, seguido por Sin Nombre, donde interpretó a "Martha Marlene". Esta última fue aclamada por la prensa y fue galardonada en varios festivales. El 18 de enero de 2009 en el Festival de Cine de Sundance obtuvo los premios al mejor director y la mejor fotografía para Adriano Goldman. USA Today la categorizó como una de las 10 mejores películas de 2009.
Por dos temporadas fue parte del elenco de la serie de televisión Kdabra donde interpretó a "Ximena", una maga callejera que utiliza sus poderes para conseguir dinero fácilmente. Esta serie fue dirigida por Felipe Martínez y producida por Fox TeleColombia; participando con Christopher Von Uckermann, Damián Alcázar y Joaquín Cosío.

### Década del 2010:  Artística y Another Kind of Sunrise
En el 2010 formó parte del cast de Héroes del Norte de Gustavo Loza, filmó Aquí Entre Nos de Patricia Martínez de Velasco e hizo su primer largometraje en Estados Unidos como protagonista de la cinta independiente Guadalupe the Virgin de la directora argentina Victoria Giordana.
Al siguiente año filmó en Nueva York ¿Qué hacemos con Maisie? de Scott McGehee & David Siegel protagonizada por Julianne Moore y Alexander Skarsgård; e hizo Sx tape de Bernard Rose (Candyman) y Steven Schneider (productor de Actividad Paranormal). También se estrenaron Labios Rojos y Borrar de la Memoria de Alfredo Gurrola, película que habla del movimiento estudiantil que tomó lugar en la ciudad de México en 1968.
Ese año se estrenó en México y fue galardonada en los festivales de Montreal, Huelva y Newport la cinta Aquí Entre Nos. Protagonizó el piloto de la serie americana Rapid Eye Movement de Matthew Cooke (How to Make Money Selling Drugs) junto a su novio Gregory Rogove. Realizó cápsulas para las Olimpiadas con TV Azteca Televisión Azteca dirigidas por Felipe Fernández del Paso. También fue la imagen y madrina del festival de cine de Monterrey y fue la portada en la edición de mayo de la revista Nylon y la Chica Esquire del mes de Abril.
Diana y el músico Gregory Rogove fueron la pareja de celebridades que GAP escogió para la campaña Navideña 2012.
El 16 de octubre, Diana presentó en la Galería Fifi Projectsen el DF su exposición de arte "Not Drawing the Line", cuyo título hace referencia a «las fronteras, tanto físicas como imaginarias, personales como nacionales así como la metamorfosis de las que es capaz todo ser vivo» . En ese mismo mes 2012 su primera intervención como artista para el restaurante Gjelina, en Venice California, además de otra exhibición en el festival musical Corona capital. 
En abril de 2013 fue invitada por la compañía Scribe para colaborar con Cecilia Beaven en un anuncio en la ciudad de México como parte de la campaña publicitaria "Scribe Billboard" además de una instalación de arte para el SXSW festival, en Austin, Texas titulada "Be what you Dream" ("se lo que sueñas").

Durante el mes de mayo tuvo 2 instalaciones de sus dibujos de nuevo en el restaurante GEJLINA en Venice, California, está vez los dibujos fueron hechos a una escala mayor, además de participar en una muestra colectiva de arte en "The Sacred Door" titulada "Random ceremonies" ("ceremonias al azar") acompañada de los artistas: María Calderon, Doug Crocco, Oliver Halsman Rosenberg, Ashley Lande, Jordan Leonard Aiello/Schmidt, Carly Margolis, Matthew Morgan, Lila Roo and Elena Stonaker en Los Ángeles, California.

Además de sus proyectos de arte Diana abrió un restaurante llamado "Another kind of Sunrise" ("Otro tipo de amanecer"). El establecimiento fue diseñado por el artista Matthew Morgan y Jordan Rogove de la compañía de arquitectura DXA Studios con sede en Nueva York. En el mes de junio hizo su primer mural a mano libre en colaboración con el artista Brandon Boyd, miembro de la banda de rock alternativo Incubus para el antes mencionado restaurante: "Another Kind of Sunrise" (el nombre fue idea de Gregory Rogove, viene de la letra en una canción del músico Sun Ra) que fue inaugurado el 19 de septiembre del año en curso. 

Another kind of Sunrise obtuvo una recepción positiva por parte de la prensa especializada y a pesar de ser reciente, fue parte del "Hello Again Lincoln Motors Tour" Por el lado artístico Diana apareció en un capítulo de la serie original de OnceTv Alguien Más y el 11 de octubre, uno de sus dibujos fue puesto en subasta en el sitio de Internet Paddle8 como parte de la 4.ª. "Project Art Auction", cuyas ganancias serían destinadas para apoyar a Project Paz: una organización sin fines de lucro creada para apoyar a los niños de Ciudad Juárez en situación de pobreza mediante programas de apoyo escolares; la pieza en cuestión se vendió el 21 de octubre. "Silent" un cortometraje dirigido por José Yapur y producido por Harry Zehenny y Diana fue exhibido en el Festival Internacional de Cine de Morelia. En 2013, Diana posó para el ejemplar de noviembre de la revista SoHo México. En diciembre de 2013 el sitio web Daily Candy nombró Another Kind of Sunrise como uno de los mejores restaurantes nuevos del 2013 en Los Ángeles. En la edición de enero Foam Magazine nombró a Diana como una de los "4 artistas de la costa oeste para estar al tanto" también formando parte de una colaboración con Gabriel Spencer para la "Woodward Gallery." Su arte también formó parte de la exhibición titulada "The Mothership" en la galería conocida como "The Sacred Door" y el "Catapulta fest" que se llevó a cabo en Oaxaca, donde además de exhibir su arte dio una conferencia. Diana aparece en el cortometraje Awakening del director Adam Neustadter junto a Noah Levenzon.

## Filmografía

### Cine
| Año  | Título               | Personaje      |
| ---- | -------------------- | -------------- |
| 2005 | Drama/Mex            | Fernanda       |
| 2006 | The Air I Breathe    | La Morena      |
| 2006 | Mauna Loa            | Mauna Loa      |
| 2007 | Casi Divas           | Catalina       |
| 2007 | Labios Rojos         | Violeta        |
| 2007 | Cineminuto Volvo     | Ella misma     |
| 2007 | Amar                 | Susana         |
| 2007 | Sin nombre           | Martha Marlene |
| 2009 | Borrar de la Memoria | Diana Inés     |
| 2010 | Guadalupe the Virgin | Guadalupe      |
| 2010 | Aquí Entre Nos       | Sofía          |
| 2011 | Sx Tape              | Elly           |
| 2011 | What Maisie Knew?    | Cecilia        |

### Televisión
| Año  | Programa                                          | Canal                     |
| ---- | ------------------------------------------------- | ------------------------- |
| 2005 | Top Models                                        | TV Azteca                 |
| 2006 | Big Boutique                                      | Brighton TV               |
| 2006 | Adelantadas en el Mundial                         | Fox Life Channel          |
| 2008 | Colinas                                           | Televisa                  |
| 2009 | Kdabra                                            | FoxTelecolombia/Moviecity |
| 2010 | Héroes del Norte                                  | Televisa                  |
| 2012 | Secretos de Vecindad                              | Canal 11                  |
| 2012 | Cobertura de los Juegos Olímpicos de Londres 2012 | TV Azteca                 |
| 2012 | REM                                               | piloto                    |

### Videos musicales
| Artista                | Tema                       |
| ---------------------- | -------------------------- |
| León Larregui          | Souvenir                   |
| Plastilina Mosh        | Bass Ass                   |
| Kinky                  | De mi Primer Amor          |
| Sussie 4               | Fly                        |
| Bolonki                | Entre la tierra y el Cielo |
| Miguel Islas           | Dame tu Amor               |
| Moenia                 | Lo que tu Digas            |
| Sin Bandera            | Si tu no Estas Aquí        |
| Reik                   | Me Duele Amarte            |
| Intocabe               | Lo que Callas              |
| Eduardo Cruz           | Cosas que Contar           |
| Atto and the Majestics | Ilumíname                  |
| James Iha              | To Who Knows Where         |
| Bassnectar/Lupe fiasco | Vava Voom                  |

### Campañas publicitarias
- 2009 - Metlife.
- 2010 - Urban Outfitters
- 2010 - Zignum Mezcal - Dirigida por Mauricio Valle y Juan España.[55]
- 2011 - Corona (USA) - Dirigida por Brian Beletic.[56]
- 2012 - GAP - Holiday campaign.